# Cirrhaea silvana
Cirrhaea silvana är en orkidéart som beskrevs av Vitorino Paiva Castro och Marcos Antonio Campacci. Cirrhaea silvana ingår i släktet Cirrhaea och familjen orkidéer. Inga underarter finns listade i Catalogue of Life.